# عيون الحب (مسلسل)
عيون الحب، مسلسل كويتي تدور أحداثه عن عائلة (بو راشد) مع زوجته (عائشة) وأبنائهم الأربع حيث تعاني الأم من مشاكل نفسيه إلا إنها مستقره بحياتها مع أسرتها إلى أن تأتي إليهم عمه (بو راشد) وابنتها (منيرة) ليعيشو معهم وذلك بعد وفاه زوج (منيرة)، وتطمع (منيرة) بالزواج من (بو راشد) وتقوم بمساعدة والدتها وجارتهم (أم ضاري) بعمل سحر من أجل تخريب حياة (عائشة)، ويستغلون مرض (عائشة) ليقومو بزجها بمستشفى الطب النفسي لتتزوج (منيرة) من (بو راشد) وتربي أولاده الأربعة ويكذب الأب على الأولاد ويوهمهم أن أمهم ماتت، وتدور الأحداث التي تنتقل إلى بعد خمسة عشر سنه ويكبر الأبناء ويكتشفون أن والدتهم ما زالت على قيد الحياة.

## البطولة
| الممثل(ة)          |
| ------------------ |
| هدى حسين           |
| جاسم النبهان       |
| إلهام الفضالة      |
| أمل عباس           |
| فخرية خميس         |
| حسام تحسين بيك     |
| محمود بوشهري       |
| هند البلوشي        |
| عبد الله بوشهري    |
| أمل محمد           |
| لطيفة المجرن       |
| أميرة محمد         |
| عبد الله التركماني |
| رونق               |
| أفراح              |
| رواد عليو          |